# Roy Mustang
Roy Mustang (jap. ロイ・マスタング Roi Masutangu) – postać fikcyjna, deuteragonista mangi i anime Fullmetal Alchemist. Jest żołnierzem w stopniu pułkownika i Państwowym Alchemikiem o przydomku „Płomienny”. W anime głosu użycza mu Tōru Ōkawa (w wersji z 2003) i Shin’ichirō Miki (w wersji z 2009).

## Opis postaci
W wieku 18 lat Roy Mustang wstąpił do akademii wojskowej, gdzie poznał swojego późniejszego przyjaciela, Maesa Hughesa. Początkowo rywalizowali ze sobą – zaprzyjaźnili się w momencie, kiedy obaj stanęli w obronie Ishvalczyka, Heiss Cliffa Arbera. Podczas wojny w Ishvalu spotkali go ponownie – kiedy Heiss Cliff zaatakował Mustanga, został zastrzelony przez Hughesa. Przybraną matką Roya jest Chris Mustang, używająca pseudonimu Madame Christmas. Jego nauczycielem alchemi był Berthold Hawkeye – ojciec Rizy. Gdy Mustang wstąpił do wojska, Berthold odmówił dalszego uczenia go. Umierając, powierzył Royowi opiekę nad swoją córką. Wiedza, którą posiadał Hawkeye, została uwieczniona w postaci tatuażu na plechach jego córki. Po wojnie w Ishvalu Riza prosiła Mustanga, by zniszczył ten tatuaż. Jego alchemia różni się nieco od standardowej – nie musi rysować kręgów transmutacyjnych, bo ma je wyrysowane na rękawicach, a zamiast klaśnięcia dłońmi – pstryka palcami, generując iskrę. Po zakończeniu wojny Roy szukał dla wojska nowych ochotników na Państwowych Alchemików. W ten sposób natknął się na braci Elric i zwerbował Edwarda.
Przez jakiś czas przebywał ze swoimi podwładnymi w East City, jednak po pojawieniu się Scara – Mustang zostaje przeniesiony do stolicy. Do jego najbliższych współpracowników należą: porucznik Riza Hawkeye, starszy sierżant Kain Fuery, chorąży Vato Falman, podporucznik Heymans Breda i podporucznik Jean Havoc. Wkrótce potem zamordowany zostaje jego przyjaciel, podpułkownik Maes Hughes. Wkrótce potem o to zabójstwo została oskarżona podporucznik Maria Ross. Pułkownik nie uwierzył w jej winę i zaaranżował jej zabójstwo, a następnie pomógł uciec do Xing. Kiedy wpadł na trop homunkulusów i udał się na ekspedycję wraz z porucznik Hawkeye, podporucznikiem Havociem i Alphonse'm Elriciem, został poważnie raniony przez Lust. Wypalił jednak swoją ranę, a następnie spalał ciało Lust, do momentu, aż jej kamień filozoficzny nie stracił swej mocy. Wkrótce potem Mustang orientuje się, że King Bradley także jest homunkulusem i w wyniku tego podejmuje współpracę z sędziwym generałem Grummanem. Kiedy Bradley dowiaduje się o podejrzeniach pułkownika, wysyła jego współpracowników na cztery strony świata, a porucznik Hawkeye mianuje swoją adiutantką, czyniąc z  niej zakładnika. Jego samego nie zabija, gdyż Mustang jest jednym z kandydatów na „ofiarę”. Szukając sprzymierzeńców Mustang kontaktuje się z generał Olivier Mirą Armstrong – dowódczynią fortu Briggs. Po domniemanej śmierci Kinga Bradleya, kiedy udaje mu się zebrać sojuszników, Roy wznieca bunt w stolicy, aranżując go w taki sposób, aby wina spadła na armię. W momencie, gdy pułkownik chciał dokonać krwawej zemsty na Envy'm (za zabójstwo Hughesa), porucznik Hawkeye powstrzymała go, celując do niego z pistoletu. Kiedy została pojmana i poważnie zraniona przez Złotozębnego Naukowca, Roy zostaje zmuszony do przeprowadzenia ludzkiej transmutancji. Pomimo że odmawia, Pride i Wrath i tak wymuszają transmutancję siłą, w wyniku czego pułkownik traci wzrok. Po tym, jak Mustang stracił wzrok, Riza towarzyszy mu w walce, stając się jego „oczyma”, podczas walki z Ojcem. Po zwycięstwie nad homunkulusami, Roy używa kamienia filozoficznego, aby przywrócić sprawność Havocovi i samemu odzyskać wzrok. Zostaje awansowany na generała brygady i dowódcę kwatery w East City.

## Odbiór
Roy Mustang został uznany za trzecią najlepszą postać męską w cyklu Anime Grand Prix w 2003 roku. W dwóch kolejnych latach zajął odpowiednio czwarte i dziesiąte miejsce. Według rankingu popularności Gekkan Shōnen Gangan Roy został drugą najpopularniejszą postacią mangi Fullmetal Alchemist.
Dubbingujący go Shin’ichirō Miki zdobył nagrodę Seiyu w 2010 roku.